# Ouvertüre
Eine Ouvertüre (von französisch ouverture ‚Eröffnung‘) ist ein Werk der Instrumentalmusik, das zur Eröffnung von Bühnenwerken (Oper, Ballett oder Tanz-Suite, Schauspiel), größeren Vokalwerken (Kantate, Oratorium) oder generell als Auftakt eines Konzertprogramms dient.

## Geschichte
Seit dem Ende des 16. Jahrhunderts sind instrumentale Einleitungen zu Tanz- und Theaterveranstaltungen belegt, die ganz verschieden benannt werden (Toccata, Sonata, Sinfonia). Oft bestehen sie nur aus einer kurzen Fanfare. Seit dem 17. Jahrhundert setzen sich Stücke aus zwei Sätzen mit unterschiedlichem Tempo durch. Daran konnte sich noch ein dritter Satz anschließen. Im französischen Sprachgebiet werden sie oft Entrée, im italienischen Sinfonia genannt. Um etwa 1800 setzt sich die Bezeichnung Ouverture durch (wobei die Bezeichnung sinfonia als Ouvertüre im Italienischen üblich bleibt).
Die Geschichte der Ouvertüre hängt, was ihren formalen Aufbau betrifft, mit der Sonate und der Sinfonie zusammen. Im 18. Jahrhundert herrschen die Französische und die Italienische Ouvertüre als Typen vor. Mit der Entwicklungsgeschichte der Italienischen Ouvertüre hängen das Concerto grosso und die vorklassische Sinfonia zusammen, aus der sich schließlich die klassische Sinfonie entwickelte.
Ein Werk Johann Sebastian Bachs dieser Gattung ist das erste Brandenburgische Konzert in seiner Frühform, also ohne den später hinzugefügten dritten Satz. Bach überschrieb seine vier Werke dieser Gattung einfach mit dem Titel des Eingangssatzes, „Ouverture“, ohne Titel für die gesamte Komposition. Daher werden seine Orchestersuiten (und andere Suiten des Spätbarocks) heute auch häufig als „Ouvertüren“ bezeichnet.
Gegen 1800 löst sich die Trennung in Französische und Italienische Ouvertüren auf, und die Ouvertüren haben entweder eine Sonatensatzform oder sind aus Themen der nachfolgenden Oper zusammengestellt, sodass sich eine Nähe zur Programmmusik ergeben kann. Seit dem Ende des 19. Jahrhunderts werden die längeren Ouvertüren oft aufgegeben und machen einem kurzen Vorspiel Platz.

## Formen
Französische Ouvertüre mit ihrer typischen dreiteiligen Form:
- gravitätischer Einleitungsteil mit punktierten Rhythmen
- schneller, fugierter Mittelteil
- an den ersten Teil angelehnter Abschlussteil

Italienische Ouvertüre mit ebenfalls dreiteiliger Form
- schneller, oft konzertant gehaltener Einleitungsteil
- langsamer, arioser Mittelteil
- Tanz, oft an den ersten Teil angelehnt

## Funktionen
- Die Opernouvertüre ist ein instrumentales Einleitungsstück einer Oper, das üblicherweise bei noch geschlossenem Vorhang gespielt wird. In der Ouvertüre werden der Tenor des Werkes und oft auch wesentliche Elemente der Handlung sowie hervorstechende Charakterzüge der handelnden Personen musikalisch vorgestellt. Manchmal wird Wert darauf gelegt, den Weg zur ersten Szene musikalisch darzustellen (Rameau, Gluck). Eine Variante der Opernouvertüre ist die Potpourri-Ouvertüre, welche besonders häufig bei Operetten vorkommt. Darin werden die wichtigsten Melodien aus der Oper oder Operette zusammengemischt (ein typisches Beispiel ist die Ouvertüre zur Operette Die Fledermaus von Johann Strauss (Sohn)).

- Die Konzertouvertüre ist ein Orchesterstück kleineren Ausmaßes, komponiert speziell für den Gebrauch in Orchesterkonzerten (ohne Bezug zu einer Oper). Sie hat meist die Form eines raschen Sonatensatzes mit vorangestellter langsamer Einleitung. Oft haben diese Ouvertüren auch programmatischen Hintergrund (Mendelssohn: Die Hebriden) oder wurden aus Anlass einer Feier komponiert (Beethoven: Zur Weihe des Hauses, Brahms: Akademische Festouvertüre).

- Schauspielouvertüren: Oft wurde zu Schauspielen Bühnenmusik komponiert, auch diesen wurden Ouvertüren vorangestellt. Besonders bekannt sind Beethovens „Egmont-“ und „Coriolan-Ouvertüre“, Schuberts Ouvertüre zu Die Zauberharfe oder Mendelssohns Ouvertüre zu Shakespeares Sommernachtstraum.